# Cómplices al rescate: Silvana
Cómplices al Rescate: Silvana é a primeira trilha sonora da telenovela mexicana Cómplices al rescate. Foi lançada em 2002 no México, pela gravadora Sony BMG. No México, o álbum foi certificado disco de platina por 150.000 cópias vendidas. O álbum consiste em músicas interpretadas pelo próprio elenco que foram tocadas ao decorrer da novela.

## Faixas
| N.º            | Título                 | Compositor(es)                                  | Intérprete(s)                         | Duração |  |
| 1.             | "Cómplices al Rescate" | Christina Abaroa Alejandro Abaroa Pablo Aguirre | Daniela Luján Martín Ricca Cómplices  | 3:04    |  |
| 2.             | "Juntos"               | Abaroa Abaroa Aguirre                           | Cómplices                             | 4:09    |  |
| 3.             | "Contigo Siempre"      | Abaroa Abaroa Aguirre                           | Belinda Laura Flores                  | 2:55    |  |
| 4.             | "De Nuevo el Amor"     | Abaroa Abaroa Aguirre                           | Belinda Ramiro Torres                 | 3:44    |  |
| 5.             | "Alma Gemela"          | Abaroa Abaroa Aguirre                           | Belinda                               | 4:02    |  |
| 6.             | "Esas Pequeñas Cosas"  | Abaroa Aguirre                                  | Johnny Lozada Sílvia Lomelí Cómplices | 3:10    |  |
| 7.             | "Siente el Amor"       | Abaroa Alejandro Carballo                       | Daniela Luján Cómplices               | 3:49    |  |
| 8.             | "Superstar"            | Abaroa Abaroa Aguirre                           | Belinda                               | 3:17    |  |
| 9.             | "¡Al Rescate Ya!"      | Abaroa Abaroa Aguirre                           | Cómplices                             | 3:19    |  |
| 10.            | "Dónde Está el Amor"   | Abaroa Carballo                                 | Belinda                               | 3:14    |  |
| 11.            | "Mentiras"             | Abaroa Carballo                                 | Chávez                                | 3:46    |  |
| 12.            | "Mi Gran Amigo"        | Abaroa Abaroa Aguirre                           | Cómplices                             | 3:49    |  |
| 13.            | "Track Interativo"     |                                                 |                                       |         |  |
| Duração total: | Duração total:         | Duração total:                                  | Duração total:                        | 51:50   |  |

## Prêmios e indicações
Em 2002, o álbum foi indicado ao Latin Grammy Awards na categoria "Melhor Álbum Infantil Latino", porém perdeu para Só Para Baixinhos 2 da apresentadora brasileira Xuxa Meneghel.

## Charts
| Chart (2002)               | Posição |
| -------------------------- | ------- |
| Billboard Latin Pop Albums | 9       |
| Billboard Top Latin Albums | 11      |
| Chart (2003)               | Posição |
| Billboard Latin Pop Albums | 5       |
| Billboard Top Latin Albums | 6       |

## Vendas e certificações
| Região                                  | Certificação | Vendas/distribuição |
| --------------------------------------- | ------------ | ------------------- |
| México (AMPROFON)                       | Platina      | 150.000*            |
| *vendas baseadas apenas na certificação |              |                     |